# Intervisión (red)
Intervisión (en ruso: Интервидение, polaco: Interwizja), fue la red de televisión dentro de la Organización Internacional de Radio y Televisión, fundada en 1960,  para el intercambio de programas de televisión, entre los países soviéticos del Este de Europa. 
La comunidad tenían la central en Praga y fue fundada por las cadenas de televisión de Hungría, Polonia, RDA y Checoslovaquia. Poco tiempo después, se unió la Televisión de la URSS , así como las cadenas de Televisión de Bulgaria (1961), Rumanía (1962) y la República Popular de Mongolia. 
Además de estos países, se unieron también la ORF austriaca y la finlandesa YLE. En menor medida, también se produjo un intercambio de programas con el festival de Eurovisión.
De 1977 a 1980, organizaron el Festival de la canción de Intervisión como contestación al Festival de Eurovisión.